# Мировые рекорды на дистанции 100 метров в плавании баттерфляем у мужчин в 25-метровом бассейне
 Прогресс мировых рекордов на дистанции 100 метров баттерфляем у мужчин в 25-метровом бассейне. Первый мировой рекорд в плавании на дистанции 100 метров баттерфляем у мужчин в 25-метровом бассейне был зарегистрирован Международной Федерацией плавания ФИНА в 1990 году. 
Обвал мировых рекордов в плавании в 2008/2009 совпал с введением полиуретановых костюмов от Speedo (LZR, 50% полиуретана) в 2008 году и Arena (X-Glide), Adidas (Hydrofoil) и итальянского производителя плавательных костюмов Jaked (все 100% полиуретана) в 2009 году. Запрет ФИНА на плавательный костюм из полиуретана вступил в силу в январе 2010 года.
Прогресс мировых рекордов на дистанции 100 метров баттерфляем  у мужчин в 25-метровом бассейне
| Номер | Время | Имя                | Национальность      | Дата            | Соревнование                            | Место                      | Прим.  |
| ----- | ----- | ------------------ | ------------------- | --------------- | --------------------------------------- | -------------------------- | ------ |
| 1     | 52.07 | Марсель Жери       | Канада              | 1 Февраля 1990  | Кубок мира по плаванию ФИНА             | Париж, Франция             | [ 2 ]  |
| 2     | 51.94 | Денис Панкратов    | Россия              | 4 Февраля 1996  | Кубок мира по плаванию Австралии        | Париж, Франция             | :15    |
| 3     | 51.93 | Денис Панкратов    | Россия              | 17 февраля 1996 | Кубок мира по плаванию ФИНА             | Империя, Италия            | :15    |
| 4     | 51.78 | Денис Панкратов    | Россия              | 7 Февраля 1997  | Кубок мира по плаванию ФИНА             | Париж, Франция             | :15    |
| 5     | 51.16 | Майкл Клим         | Австралия           | 22 Января 1998  | Санкционированный ФИНА матч             | Сидней, Австралия          | [ 4 ]  |
| 6     | 51.07 | Майкл Клим         | Австралия           | 22 Января 1998  | Санкционированный ФИНА матч             | Сидней, Австралия          | [ 4 ]  |
| 7     | 51.02 | Джеймс Хикман      | Великобритания      | 14 Декабря 1998 | Кубок мира по плаванию ФИНА             | Шеффилд, Великобритания    | [ 5 ]  |
| 8     | 50.99 | Майкл Клим         | Австралия           | 2 сентября 1999 | Чемпионат Австралии по плаванию (25 м.) | Канберра, Австралия        | [ 4 ]  |
| 9     | 50.59 | Ларс Фреландер     | Швеция              | 16 марта 2000   | Кубок мира по плаванию ФИНА             | Афины, Греция              | [ 6 ]  |
| 10    | 50.44 | Ларс Фреландер     | Швеция              | 17 марта 2000   | Кубок мира по плаванию ФИНА             | Афины, Греция              | [ 6 ]  |
| 11    | 50.26 | Томас Руппрат      | Германия            | 14 декабря 2001 | Кубок мира по плаванию ФИНА             | Антверпен, Бельгия         | [ 7 ]  |
| 12    | 50.10 | Томас Руппрат      | Германия}           | 27 января 2002  | Кубок мира по плаванию ФИНА             | Берлин, Германия           | [ 7 ]  |
| 13    | 50.02 | Милорад Чавич      | Сербия и Черногория | 12 декабря 2003 | Кубок мира по плаванию ФИНА             | Дублин, Ирландия           | [ 8 ]  |
| 14    | 49.77 | Ян Крокер          | США                 | 26 марта 2004   | Кубок мира по плаванию ФИНА             | Ист-Медоу (Нью Йорк) , США | [ 9 ]  |
| 15    | 49.07 | Ян Крокер          | США                 | 26 марта 2004   | Кубок мира по плаванию ФИНА             | Ист-Медоу (Нью Йорк) , США | [ 9 ]  |
| 16    | 48.99 | Евгений Коротышкин | Россия              | 7 ноября 2009   | Кубок мира по плаванию ФИНА             | Москва, Россия             | [ 10 ] |
| 17    | 48.48 | Евгений Коротышкин | Россия              | 15 ноября 2009  | Кубок мира по плаванию ФИНА             | Берлин, Германия           | [ 10 ] |
| 18    | 48.44 | Чад Ле Кло         | ЮАР                 | 4 декабря 2014  | Кубок мира по плаванию ФИНА             | Доха, Катар                |        |
| 19    | 48.08 | Чад Ле Кло         | ЮАР                 | 8 декабря 2016  | Чемпионат мира ФИНА                     | Уинсор, Канада             |        |
| 20    | 47,78 | Калеб Дрессел      | США                 | 21 ноября 2020  | ISL                                     | Будапешт, Венгрия          |        |

Рекорды зафиксированные не финале: 1/2 — полуфинал, 1/4 — предварительные заплывы, э — эстафета.